# Mathias Zdarsky

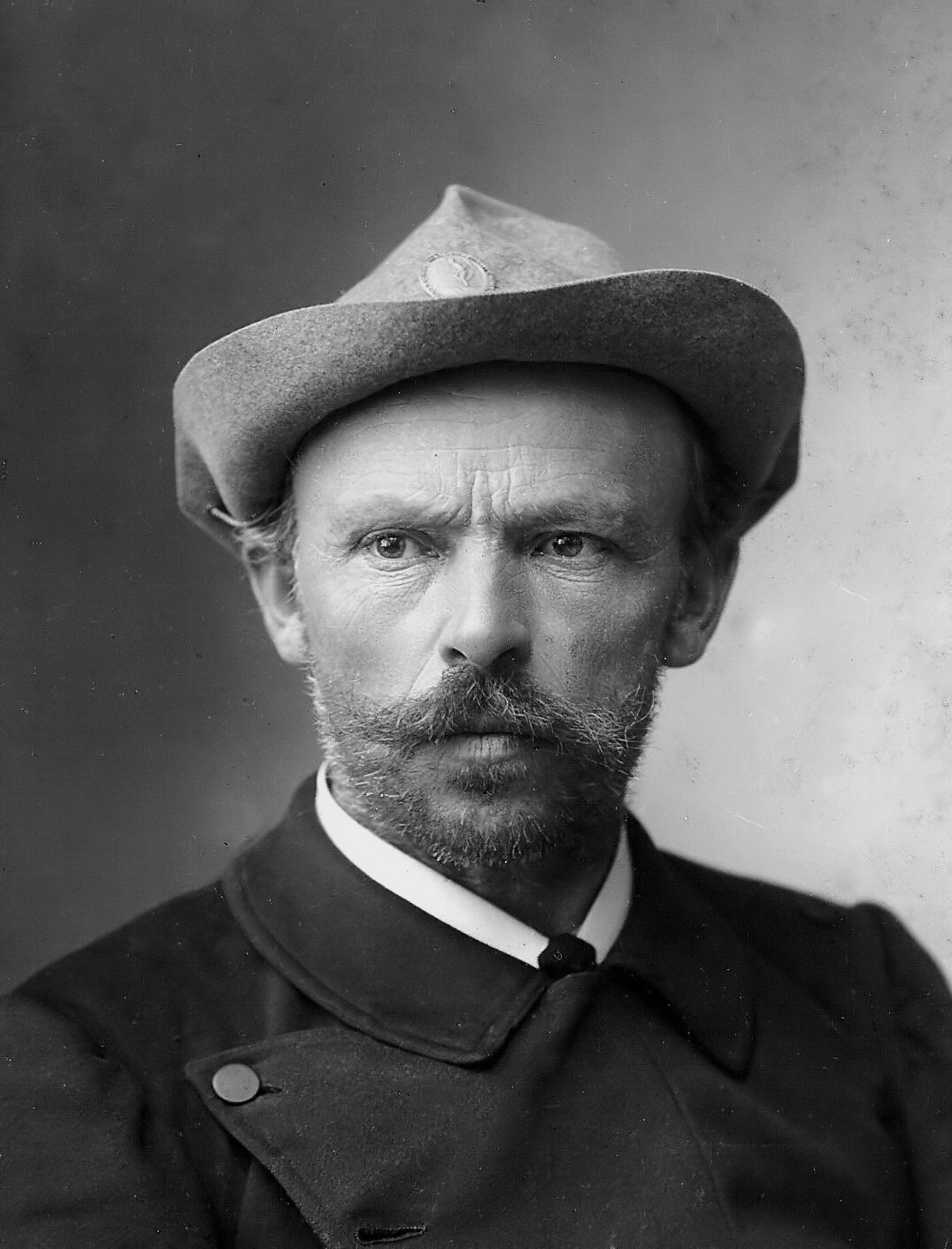
Mathias Zdarsky

Mathias Zdarsky (Kožichovice, 25 februari 1856 - Sankt Pölten, 20 juni 1940) was een Oostenrijks skiër. Hij wordt beschouwd als de uitvinder van de moderne skibindingen van de voet aan de ski, zoals gebruikt bij alpineskiën. Hij was de organisator van de eerste alpineskiwedstrijd op 19 maart 1905 en schreef het eerste handboek over alpineskiën, Die Lilienfelder Skilauf-Technik in 1897.